# Chaset-charu
Chaset-charu (dt. „Syrische Wüste“, auch Ta-mehu) bezeichnete in der ägyptischen Sprache eines der Neunbogenvölker. In den unter anderem aus Tanis und Tebtynis stammenden Listen der Neunbogenvölker werden „Chaset-charu“ in einer Zusatzerklärung die Synonyme „Ta-mehu“ und „Mehti“ (Nordland) zugeordnet. Die Gebiete der Iuntiu, Iabtju (Ostbewohner), Ascheru-Syrer, Mentju-nu-Setjet (Südliche asiatische Beduinen), Setjet (Asiaten) sowie Hau-nebut werden in diesen Listen nicht mit den Synonymen „Ta-mehu“ sowie Nordland in Zusammenhang gebracht, sondern als Neunbogenvölker gesondert aufgeführt.
Die Syrische Wüste („Chaset-charu“) befindet sich auf der Hochebene im Osten und Südosten Syriens, wird in ihrem Zentrum von kleineren Hügelketten unterbrochen und fällt allmählich gegen die Euphratsenke ab. Im Nordosten Syriens durchschneidet der Euphrat die Ausläufer der Wüste, an sie schließt sich nach Norden eine fruchtbare Ebene, die Dschazira, an. Im Südwesten liegt das Hauran-Gebiet mit dem vulkanischen Massiv des Dschebel ad-Duruz als östlicher Begrenzung zur Wüstensteppe.